# Apricot Stone
Az Apricot Stone (magyarul: Barackmag) Eva Rivas örmény énekesnő dala, mellyel Örményországot képviselte a 2010-es Eurovíziós Dalfesztiválon Oslóban A dal 2010. február 14-én, az örmény nemzeti döntőben, az Evratesilben megszerzett győzelemmel érdemelte ki a dalversenyen való indulás jogát.

## Eurovíziós Dalfesztivál

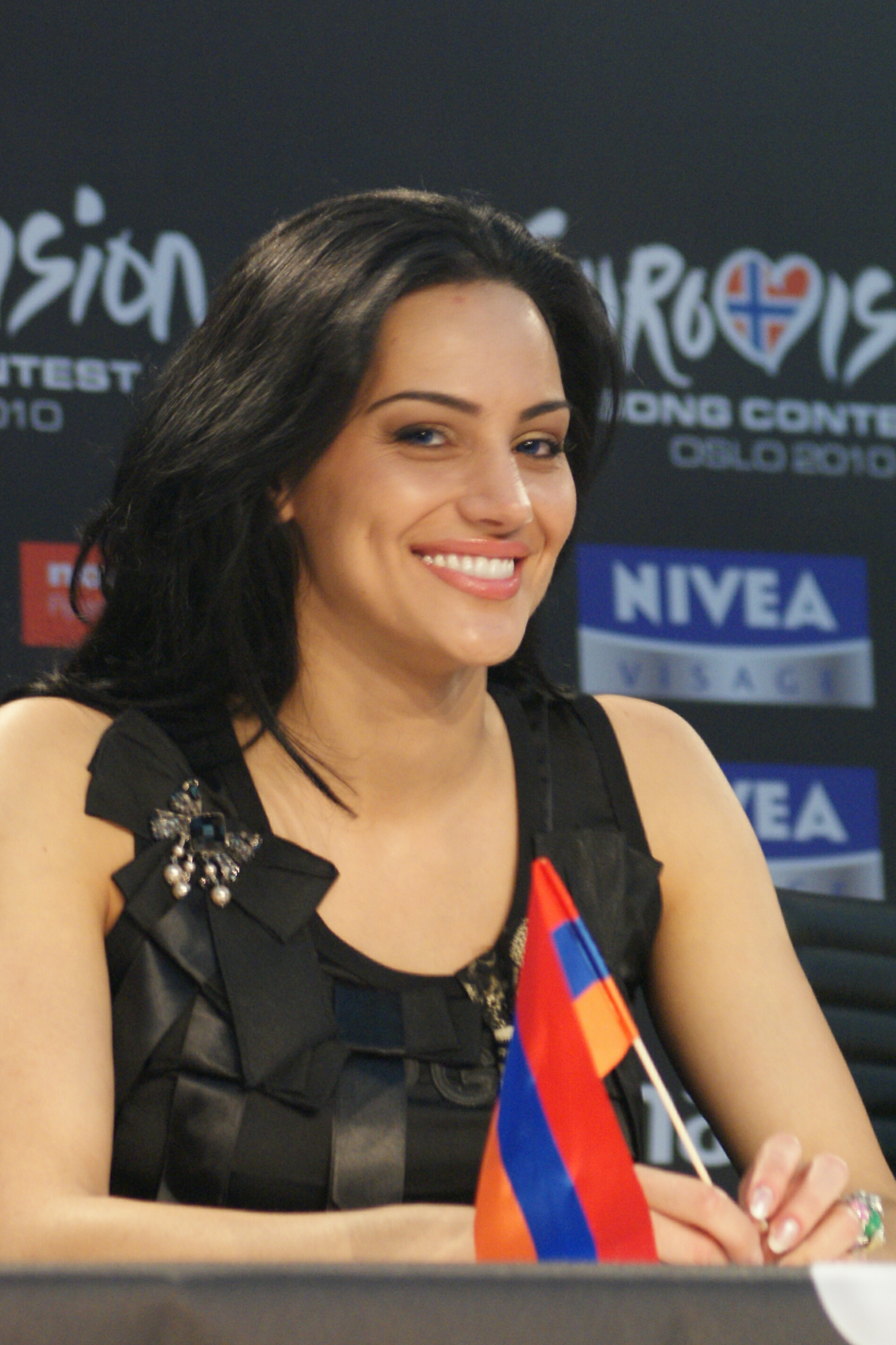
Eva a dalfesztivál egyik sajtótájékoztatóján

2010. február 4-én vált hivatalossá, hogy az énekesnő is résztvevője az Evratesil mezőnyének. A február 14-én rendezett döntőben a nemzeti zsűri és a nézők szavazatai alapján megnyerte a válogatóműsort, így ő képviselhette hazáját az Eurovíziós Dalfesztiválon.
A dalfesztivál előtt Belgiumban, Bulgáriában, Cipruson, Franciaországban, Grúziában, Görögországban, Hollandiában, Horvátországban, Izraelben, Németországban, Romániában és Oroszországban népszerűsítette versenydalát.
Az Eurovíziós Dalfesztiválon a dalt először a május 27-én rendezett második elődöntőben adta elő, fellépési sorrendben másodikként, a Litvániát képviselő InCulto Eastern European Funk című dala után és a Izraelt képviselő Harel Skaat Milim című dala előtt. Az elődöntőből hatodik helyezettként sikeresen továbbjutott a május 29-i döntőbe, ahol fellépési sorrendben huszonegyedikként lépett fel, az Oroszországot képviselő Peter Nalitch & Friends Lost and Forgotten című dala után és a Németországot képviselő Lena Satellite című dala előtt. A szavazás során összesítésben 141 ponttal (Hollandiától, Izraeltől és Oroszországtól maximális pontot kapott) a verseny hetedik helyezettje lett.
A következő örmény induló Emmy Boom Boom című dala volt a 2011-es Eurovíziós Dalfesztiválon.

### Kapott pontok
Második elődöntő
| Össz | Szavazó országok | Szavazó országok | Szavazó országok | Szavazó országok | Szavazó országok | Szavazó országok | Szavazó országok | Szavazó országok | Szavazó országok | Szavazó országok | Szavazó országok | Szavazó országok | Szavazó országok | Szavazó országok | Szavazó országok | Szavazó országok | Szavazó országok | Szavazó országok   |
| Össz | Litvánia         | Izrael           | Dánia            | Svájc            | Svédország       | Azerbajdzsán     | Ukrajna          | Hollandia        | Románia          | Szlovénia        | Írország         | Bulgária         | Ciprus           | Horvátország     | Grúzia           | Törökország      | Norvégia         | Egyesült Királyság |
| ---- | ---------------- | ---------------- | ---------------- | ---------------- | ---------------- | ---------------- | ---------------- | ---------------- | ---------------- | ---------------- | ---------------- | ---------------- | ---------------- | ---------------- | ---------------- | ---------------- | ---------------- | ------------------ |
| 83   | 1                | 12               |                  | 3                | 5                |                  | 8                | 10               | 10               |                  |                  | 8                | 12               |                  | 10               | 4                |                  |                    |

Döntő
| Össz | Szavazó országok | Szavazó országok | Szavazó országok | Szavazó országok | Szavazó országok | Szavazó országok    | Szavazó országok | Szavazó országok | Szavazó országok | Szavazó országok | Szavazó országok | Szavazó országok   | Szavazó országok | Szavazó országok | Szavazó országok | Szavazó országok | Szavazó országok | Szavazó országok | Szavazó országok | Szavazó országok | Szavazó országok | Szavazó országok | Szavazó országok | Szavazó országok | Szavazó országok | Szavazó országok | Szavazó országok | Szavazó országok | Szavazó országok | Szavazó országok | Szavazó országok | Szavazó országok | Szavazó országok | Szavazó országok | Szavazó országok | Szavazó országok | Szavazó országok | Szavazó országok |
| Össz | Azerbajdzsán     | Spanyolország    | Norvégia         | Moldova          | Ciprus           | Bosznia-Hercegovina | Belgium          | Szerbia          | Fehéroroszország | Írország         | Görögország      | Egyesült Királyság | Grúzia           | Törökország      | Albánia          | Izland           | Ukrajna          | Franciaország    | Románia          | Oroszország      | Németország      | Portugália       | Izrael           | Dánia            | Észtország       | Szlovákia        | Finnország       | Lettország       | Lengyelország    | Málta            | Macedónia        | Litvánia         | Svájc            | Svédország       | Hollandia        | Szlovénia        | Bulgária         | Horvátország     |
| ---- | ---------------- | ---------------- | ---------------- | ---------------- | ---------------- | ------------------- | ---------------- | ---------------- | ---------------- | ---------------- | ---------------- | ------------------ | ---------------- | ---------------- | ---------------- | ---------------- | ---------------- | ---------------- | ---------------- | ---------------- | ---------------- | ---------------- | ---------------- | ---------------- | ---------------- | ---------------- | ---------------- | ---------------- | ---------------- | ---------------- | ---------------- | ---------------- | ---------------- | ---------------- | ---------------- | ---------------- | ---------------- | ---------------- |
| 141  |                  | 8                |                  | 6                | 7                |                     | 7                | 1                | 5                |                  | 7                |                    | 10               | 6                |                  |                  | 6                | 6                | 6                | 12               | 7                |                  | 12               |                  |                  | 4                |                  | 1                | 5                |                  | 4                |                  |                  | 1                | 12               |                  | 8                |                  |

## Háttér
A kajszibarack az örményeknek nemzeti büszkesége, tudósok a prunus armeniaca néven ismert gyümölcsről úgy gondolják, hogy Örményországból származik, és idővel a nemzet szimbólumává vált. A dalban az énekesnő a barackmagra épít, a gyümölcsöt ízletes eszközként használja az örmény diaszpóra feltárásához. A dal egy örmény emigránsról szól, aki egy kajszibarackot szorongatva őrzi meg identitását. Az énekesnő úgy nyilatkozott, hogy a dal jelentése egy kulturális diszlokáció körül forog.

## Dalszöveg
| Apricot stone, Hidden in my hand Given back to me From the motherland Apricot stone, I will drop it down In the frozen ground I’ll just let it make its round – A dal refrénje | Barackmag, Elrejtve a kezemben Visszaadva nekem A szülőföldemről Barackmag, Elültetlek téged A fagyott földbe Hagyom, hogy kikelj – A dal refrénje magyarul |

## Külső hivatkozások
- A dal videóklipje. YouTube-videó, Eurovision Song Contest, 2010. március 23.
- A dal előadása a döntőben. YouTube-videó, Eurovision Song Contest, 2010. május 29.